# Ruf RCT
Pour les articles homonymes, voir RCT.
 (avril 2020).
 (avril 2020).
La Ruf RCT pour "Ruf Carrera Turbo" est une voiture de sport produite par le constructeur allemand Ruf Automobile sur une base de Porsche 911.

## Historique
La Ruf RCT voit le jour en 1992. À l’époque, les ateliers Ruf regorgent de pièces détachées de Porsche 964 Carrera 2, Carrera 4 et Carrera RS issues du démontage de ces modèles nécessaire à la création des Ruf BTR III puis BTR 3.8. En effet, afin d'accueillir le turbocompresseur, de nombreuses pièces d'origine sont démontées et remplacées. L'idée vient à Aloi Ruf d'utiliser ces pièces en les rendant directement adaptables à leur système turbo, le tout installé dans le châssis de la 964 et qui donne naissance à la Ruf RCT. Elle offre des performances similaires à son ainée la BTR pour un prix diminué de moitié.
Elle donnera naissance par la suite à une version plus puissante tout en conservant cet état d'esprit, la RCT EVO,.

## Caractéristiques[1]
La Ruf RCT a pour base la Porsche 964 Carrera, notamment la version RS.
Certains modèles sont conçus intégralement par les ateliers Ruf, la plupart sont des conversions de véhicules clients. On retrouve donc comme bases des Carrera 2, 4 ou RS.
Le moteur est le 6 cylindres à plat de la 964, adapté pour recevoir le turbocompresseur KKK, auquel s'ajoutent un système de refroidisseurs intermédiaires et une gestion d'allumage électronique Bosh Monitronic. Il développe 370 ch à 5 800 tr/min et 535 N m à 4 500 tr/min.
La puissance est transmise via une boite manuelle à six rapports (une version à embrayage automatique EKS est disponible en option). Selon le modèle de base, la RCT est disponible en propulsion (Carrera 2 ou RS) ou traction intégrale (Carrera 4).
La suspension est raffermie et abaissée tandis que des jantes aluminium 17 ou 18 pouces Ruf Speedline équipées de pneus larges laissent suffisamment de place pour monter des freins plus performants.
L'intérieur est dépouillé et accueille un arceau-cage intégré, des sièges baquets et un système de ceintures à harnais.
Esthétiquement, on retrouve le classique aileron arrière en "queue de baleine", un spoiler avant permettant un passage d'air plus important. La carrosserie est disponible en version étroite ou large, en coupé, cabriolet ou targa.
- Moteur : 6 cylindres à plat turbocompressé
- Alésage × Course :
- Cylindrée : 3 600 cm3
- Taux de compression :
- Puissance : 370 ch (275 kW) à 5 800 tr/min
- Couple : 535 N m à 4 500 tr/min
- Régime maximal : ?
- Poids à vide : 1 383 kg
- Transmission : manuelle 6 rapports
- Pneus : ?
- Disposition : propulsion ou traction intégrale, moteur arrière

## Performances
La Ruf RCT abat le 0 à 100 km/h en 4,5 secondes et atteint la vitesse maximale de 305 km/h.
Tests effectués par le magazine Road & Track en mai 1997 avec une RCT américaine sur base de Carrera RS :
- 0-97 km/h : 4,1 secondes
- 0-209 km/h : 16,1 secondes
- 402 m : 12,5 secondes 188 km/h
- vitesse maximale : 311 km/h

## Déclinaisons

### RCT EVO[6],[7]
Petite sœur de la RCT, la version EVO reprend la philosophie et les codes de son ainée et est disponible en version étroite, large, coupé, cabriolet, targa, propulsion ou traction intégrale. Le moteur voit sa cylindrée passer à 3,8 L, toujours aidé du turbocompresseur. Il délivre la puissance de 425 ch à 5 800 tr/min et le couple de 570 N m à 4 800 tr/min.
Le 0 à 100 km/h est abattu en 4 secondes et la vitesse maximale est de 320 km/h.
Le succès de la RCT EVO, notamment du a son look néo-retro, fait que le véhicule est toujours produit par RUF en 2020. Un kit de conversion pour Porsche 964 est disponible sur le site du constructeur.